# توماس دايموند
توماس دايموند (بالإنجليزية: Thomas Diamond)‏ هو لاعب كرة قاعدة أمريكي، ولد في 6 أبريل 1983 في نيو أورلينز في الولايات المتحدة.

## وصلات خارجية
- توماس دايموند على موقع دوري كرة القاعدة الرئيسي (الإنجليزية)
- توماس دايموند على موقعبيزبول رفرنس.كوم (الدوري الرئيسي) (الإنجليزية)
- توماس دايموند على موقعبيزبول رفرنس.كوم (الدوري الثانوي) (الإنجليزية)
- توماس دايموند على موقع إي إس بي إن.كوم (أم.أل.بي) (الإنجليزية)
- توماس دايموند على موقع مشجعي الرسوم البيانية (الإنجليزية)